# Jorge Campinos
Joaquim Jorge de Pinho Campinos (ur. 30 czerwca 1937 w Lobito, zm. 30 lipca 1993 w Mozambiku) – portugalski polityk i prawnik, profesor. Minister handlu zagranicznego (1975–1976) i bez teki (1976–1978), parlamentarzysta, od 1986 do 1988 eurodeputowany II kadencji, sędzia Trybunału Konstytucyjnego.

## Życiorys
Urodził się na terenie dzisiejszej Angoli, ukończył liceum w Sá da Bandeira. Studiował prawo na Uniwersytecie Lizbońskim, od 1959 do 1960 kierował Casa dos Estudantes do Império (klubem dla studentów z kolonii portugalskich). W 1960 wyemigrował do Francji z przyczyn politycznych. Następnie na Université de Poitiers uzyskiwał magisterium z prawa publicznego (1967) i politologii (1968). Został wykładowcą na tej uczelni, później także profesorem na Universidade Nova de Lisboa, specjalizując się m.in. w prawie konstytucyjnym i międzynarodowym. We Francji i w Portugalii obronił doktoraty. We Francji organizował m.in. opozycyjny ruch Acção Socialista Portuguesa i podziemne struktury Partii Socjalistycznej.
W 1975, 1976 i 1979 wybierano go do Zgromadzenia Konstytucyjnego i następnie Zgromadzenia Republiki kadencji IA i IB (zasiadał w nim z przerwami). W ramach trzech rządów przejściowych od lipca 1974 do sierpnia 1975 był sekretarzem stanu w resorcie negocjacji międzynarodowych. W latach 1975–1976 minister handlu zagranicznego w gabinecie José Bapisty Pinheiro de Azevedo, następnie do 1978 minister bez teki w pierwszym rządzie Mario Soaresa (odpowiedzialny za turystykę i handel wewnętrzny). Od 1983 do 1985 sędzia Trybunału Konstytucyjnego (zrezygnował z funkcji). W 1985 powrócił do Zgromadzenie Republiki IV kadencji. Od 1 stycznia 1986 do 13 września 1987 wykonywał mandat posła do Parlamentu Europejskiego w ramach delegacji krajowej, w 1987 uzyskał reelekcję w wyborach powszechnych. Przystąił do frakcji socjalistycznej, został jej wiceprzewodniczącym (1986, 1987–1988); kierował także Komisją ds. Socjalnych i Zatrudnienia. zrezygnował z mandatu z dniem 20 lutego 1988, następnie został dyrektorem ds. prawnych w strukturach PE i urzędnikiem w Komisji Europejskiej.
Zmarł w wypadku drogowym w Mozambiku.

## Odznaczenia
Pośmiertnie odznaczony Krzyżem Wielkim Orderu Wolności (1994). Jego imieniem nazwano jedną z sal rady miejskiej Lizbony.